# هنریک ریمان
هنریک ریمان (لهستانی: Henryk Reyman; ۲۸ ژوئیهٔ ۱۸۹۷ – ۱۱ آوریل ۱۹۶۳) بازیکن فوتبال اهل لهستان بود.
از باشگاه‌هایی که در آن بازی کرده‌است می‌توان به باشگاه فوتبال ویسوا کراکوف اشاره کرد.
وی همچنین در تیم ملی فوتبال لهستان بازی کرده‌است.